# Capnia fukushimana
Capnia fukushimana är en bäcksländeart som beskrevs av Kohno 1952. Capnia fukushimana ingår i släktet Capnia och familjen småbäcksländor. Inga underarter finns listade i Catalogue of Life.